# André Drege
André Drege, né le 4 mai 1999, à Ålesund et mort le 6 juillet 2024 à Heiligenblut am Großglockner, est un coureur cycliste norvégien.

## Biographie
André Drege commence le cyclisme à l'âge de quatorze ans en empruntant un vieux vélo de son père[réf. nécessaire]. Il prend sa première licence au Lillehammer CK[réf. nécessaire], club cycliste de Lillehammer. 
En 2021, il termine septième du Himmerland Rundt et de la Gylne Gutuer, huitième du championnat de Norvège espoirs et neuvième de Skive-Løbet. Il intègre ensuite l'équipe continentale Coop en 2022, après y avoir été stagiaire. Avec cette formation, il se distingue en remportant le Grand Prix International de Rhodes ainsi que la Gylne Gutuer.
Il meurt le 6 juillet 2024 à la suite d’une chute dans une descente de la 4e étape du Tour d'Autriche,,.

## Palmarès et résultats

### Palmarès par année
- 2022
  - Grand Prix International de Rhodes
  - Gylne Gutuer
- 2023
  - Mémorial Fred De Bruyne
  - 3e du Grand Prix International de Rhodes
- 2024
  - Visit South Aegean Islands : 
    - Classement général
    - 1reet 2e étapes

  - Tour international de Rhodes :
    - Classement général
    - Prologue (contre-la-montre)

  - 1re étape du Circuit des Ardennes
  - 5e étape du Tour du Loir-et-Cher
  - 2e du Grand Prix international de Rhodes

### Classements mondiaux
| Année                                 | 2021  | 2022 | 2023  | 2024 |
| ------------------------------------- | ----- | ---- | ----- | ---- |
| Classement mondial                    | 1794e | 701e | 1217e | 508e |
| UCI Europe Tour                       | 1231e | 540e | nc    | nc   |
|                                       |       |      |       |      |
| Légende : nc = non classéSource : UCI |       |      |       |      |